# Under Jolly Roger
Under Jolly Roger (с англ. — «Под „Весёлым Роджером“») — третий студийный альбом немецкой метал-группы Running Wild, выпущенный западногерманским лейблом Noise Records в феврале 1987 года.
Новый альбом записывался в конце года в гамбургской студии Soundhouse с профессиональным продюсером Дирком Штеффенсом (нем. Dirk Steffens, работал с Accept, известен также как гитарист группы Birth Control). Однако результат не вполне устраивает лидера группы Рольфа Каспарека и впоследствии все альбомы Running Wild он продюсировал уже только сам. Именно на этом альбоме группа впервые представила свой фирменный пиратский имидж. Обложка была оформлена в том же ключе (её нарисовал художник Эртугрул Эдирне).

## Песни
- Заглавная песня «Under Jolly Roger» стала «визитной карточкой» группы и с тех пор исполняется на каждом её концерте и включается во все сборники[источник не указан 2007 дней].

## Список композиций
Автор всей музыки, а также текстов песен 1—4, 7 — Рольф Каспарек; тексты в соавторстве с Майком (5, 6). Текст Майка (8).
1. «Under Jolly Roger» («Под „Весёлым Роджером“») — 4:42
2. «Beggar’s Night» («Ночь нищих») — 5:05
3. «Diamonds of the Black Chest» («Бриллианты из чёрного сундука») — 3:07
4. «War in the Gutter» («Война в трущобах») — 3:19
5. «Raise your Fist» («Вскинь кулак») — 5:30
6. «Land of Ice» («Ледяная страна») — 4:56
7. «Raw Ride» («Неукротимая езда») — 4:39
8. «Merciless Game» («Безжалостная игра») — 3:45

## Участники записи
- Rock’n’Rolf — гитара, вокал
- Majk Moti — гитара
- Stephan Boriss — бас-гитара
- Hasche — ударные.